# Amfiteatar u Pompejima
Amfiteatar u Pompejima jedan je od najstarijih sačuvanih rimskih amfiteatara. Nalazi se u drevnom gradu Pompeji, u blizini Napulja, a zatrpala ga je erupcija Vezuva 79. godine nove ere, koja je zatrpala i grad Pompeje i susjedni grad Herkulaneum .
Tijekom iskapanja pronađeno je šest tijela.

## Projektiranje i izgradnja
Izgrađen oko 70. godine prije Krista, amfiteatar je jedan od najranijih rimskih amfiteatara izgrađenih od kamena; ranije su bile građene od drveta.
U to vrijeme bio je poznat kao spektakula, a ne kao amfiteatar, budući da potonji izraz u to vrijeme još nije bio u upotrebi. Izgrađena je privatnim sredstvima Gaja Kvinkcija Valga i Marka Porcija (rođaka suparnika Julija Cezara). Prostor je izgrađen nedugo nakon što su Pompeji proglašeni rimskom kolonijom, a natpis na amfiteatru u čast donatora, Gaja Kvinkcija Valga i Marka Porcija, navodi jedan od njihovih motiva, a to je bio "pokazivanje časti kolonije", što možda ukazuje na uloga amfiteatra u uspostavljanju rimskog utjecaja u Pompejima.
Neki suvremeni stručnjaci za kontrolu mase smatraju da je dizajn gotovo optimalan. Dizajn nižih ulaza za građane više klase, koji bi sjedili najbliže areni, zapažen je zbog svoje sposobnosti da organizira jedinstvena gledateljska iskustva - gledatelje bi pogodili i snopovi svjetla koji su preplavljivali mračni tunel i urlik mnoštva dok su ulazili u amfiteatar, stvarajući vrlo stimulativno i dramatično iskustvo.
Njegova kupaonica, smještena u susjednoj palaestri, također se navodi kao inspiracija za bolji dizajn kupaonice na modernim stadionima.
Amfiteatar je dugačak 135 m, a širok 104 m. Arena se nalazi 6 m ispod razine tla, a dimenzija su joj 66,7 m x 35,1 m. Jedine unutarnje značajke amfiteatra u Pompejima bio je hodnik koji se usjekao u podnožje cavee, višeslojnog polukružnog prostora za sjedenje. Ovaj je hodnik išao oko amfiteatra i koristio se za pristup areni.

## Gladijatorska natjecanja
Očuvanje Pompeja i njegovog amfiteatra dalo je uvid u gladijatorsku kulturu Rima. Otkriveni su oslikani plakati na zidovima amfiteatra koji prikazuju gladijatore popraćene sloganima i nadimcima, asocirajući na nijanse modernih plakata, jumbo plakata i transparenata s prikazima današnjih sportskih zvijezda i slavnih osoba. Na primjer, jedan plakat proglašava gladijatora "srcem djevojaka". Jedan od najznačajnijih događaja u povijesti amfiteatra dogodio se oko 59. godine nove ere, kada je došlo do tučnjave između Pompejaca i stanovnika Nucerije tijekom igara u amfiteatru, pri čemu je bilo i žrtava, što je rezultiralo 10-godišnjom zabranom takvih događaja.

## Potres
Amfiteatar je oštećen u potresu 62. godine. Magistrat Kuspius Pansa i njegov sin poduzeli su njegovu obnovu.

## Moderna upotreba
Amfiteatar i pobuna prikazani su na tečaju latinskog u Cambridgeu u 1. jedinici
Osim što je povijesna znamenitost i predmet arheoloških istraživanja, amfiteatar se u moderno doba koristio za koncerte i druga javna događanja. U razdoblju od 4 dana u listopadu 1971., Pink Floyd je snimio koncertni film u amfiteatru pod nazivom Pink Floyd: Live at Pompeii David Gilmour, gitarist benda, vratio se kako bi održao dva koncerta u amfiteatru u srpnju 2016. u sklopu svoje turneje Rattle That Lock 
U rujnu 1991. Frank Sinatra dobio je posebno dopuštenje od glavnog arheologa nalazišta za nastup u amfiteatru.
Godine 2015. u središtu amfiteatra postavljen je privremeni muzej. Piramidalna struktura dizajnirana je tako da nalikuje Vezuvu, a u njoj se nalazila instalacija "Pompeji i Europa od 1748. do 1943.", koja je prikazivala odljeve 20 žrtava erupcije i fotografije iskapanja.
Gilmourovi koncerti 2016. bili su prvi javni nastupi u amfiteatru od 79. godine i prikazani su na live albumu/videozapisu Live at Pompeii.
Godine 2018. mjesto je ugostilo nastup uživo pred publikom progresivne rock grupe King Crimson.

## Daljnje čitanje
- BBC, "Galerija umjetnosti i arhitekture Pompeja", Joanne Berry (pristupljeno 7. svibnja 2009.)
- 'CSO: Sigurnost i rizik', "Modern Crowd Control Lessons (from Ancient Pompeii)"  Arhivirana inačica izvorne stranice od 30. listopada 2009. (Wayback Machine), Scott Berinato, 18. svibnja 2007. (pristupljeno 7. svibnja 2009.)
- Sveučilište u Chicagu, "Amphitheatrum", James Grout, "Encyclopaedia Romana" (pristupljeno 7. svibnja 2009.)

## Vanjske poveznice
|  | Zajednički poslužitelj ima još gradiva o temi Amfiteatar u Pompejima |

- 3D model amfiteatra u Pompejima